# 4390 Мадретереза
4390 Мадретереза (4390 Madreteresa) — астероїд головного поясу, відкритий 5 квітня 1976 року.
Тіссеранів параметр щодо Юпітера — 3,464.